# William Costes
William Costes (Issoire, 1 de julio de 1972) es un expiloto de motociclismo francés, que compitió en el Campeonato del Mundo de Motociclismo entre 1996 y 1998.

## Biografía
Su actividad en el motociclismo se inició en el motocross a la edad de diez años para pasar en 1989 al mundo de la velocidad. En 1991 inició su participación en el Cameponato Nacional francés así como también en el Europeo a bordo de una Yamaha. En 1995, hace su debut en el mundo del Supersport así como el de la resistencia.
En 1996 consigue el título mundial con una Honda del Thunderbike Trophy (categoría que es la predecesora del Campeonato Mundial de Supersport e inserto en el calendario del Mundial). En ese año, participó con una wild card en 500cc en el Gran Premio de Francia con una Elf 500, aunque no pudo tomar la salida.
Se traslada a la cilindrada de 250cc en 1997 con un Honda del Chesterfield Elf Tech 3 equipo, terminando en la vigésima posición final. El año siguiente termina 30.º en la misma cilindrada y con la misma moto.
Su palmarés también incluye la victoria en 2004 del Campeonato del Mundo de Resistencia y la Bol d'Or de 1996, así como otras buenas clasificaciones como las 24 Horas de Le Mans. Entre sus otras actividades, también fue de probador de Michelin que lo incluyó en su equipo destinado en las carreras de resistencia de motos.

## Resultados

### Campeonato del Mundo de Motociclismo
Sistema de puntuación de 1993 hasta 2022:
| Posición | 1.º | 2.º | 3.º | 4.º | 5.º | 6.º | 7.º | 8.º | 9.º | 10.º | 11.º | 12.º | 13.º | 14.º | 15.º |
| Puntos   | 25  | 20  | 16  | 13  | 11  | 10  | 9   | 8   | 7   | 6    | 5    | 4    | 3    | 2    | 1    |

#### Carreras por año
(Carreras en negrita indica pole position, carreras en cursiva indica vuelta rápida)
| Año  | Cat.               | Moto  | 1       | 2       | 3      | 4      | 5       | 6       | 7      | 8       | 9       | 10      | 11      | 12      | 13      | 14     | 15      | Pts. | Pos. |
| ---- | ------------------ | ----- | ------- | ------- | ------ | ------ | ------- | ------- | ------ | ------- | ------- | ------- | ------- | ------- | ------- | ------ | ------- | ---- | ---- |
| 1996 | Thunderbike Trophy | Honda |         |         |        | ESP 1  | ITA 2   | FRA Ret | NED 2  | ALE Ret | GBR 1   | AUT 2   | CZE 1   |         | CAT 5   |        |         | 146  | 1.º  |
| 1996 | 500cc              | Elf   | MAL -   | IDN -   | JAP -  | ESP -  | ITA -   | FRA DNS | NED -  | ALE -   | GBR -   | AUT -   | CZE -   | IMO -   | CAT -   | RIO -  | AUS -   | 0    | -    |
| 1997 | 250cc              | Honda | MAL Ret | JAP Ret | ESP 19 | ITA 17 | AUT 13  | FRA 9   | NED 7  | IMO 12  | ALE 20  | RIO Ret | GBR Ret | CZE Ret | CAT Ret | IDN 17 | AUS Ret | 23   | 20.º |
| 1998 | 250cc              | Honda | JAP -   | MAL Ret | ESP 15 | ITA 16 | FRA Ret | MAD Ret | NED 13 | GBR 14  | ALE Ret | CZE -   | IMO -   | CAT -   | AUS -   | ARG -  |         | 6    | 30.º |

### Campeonato Mundial de Supersport

#### Carreras por año
| Año  | Moto  | 1       | 2      | 3       | 4      | 5       | 6      | 7      | 8       | 9       | 10     | 11     | Pts. | Pos. |
| ---- | ----- | ------- | ------ | ------- | ------ | ------- | ------ | ------ | ------- | ------- | ------ | ------ | ---- | ---- |
| 1999 | Honda | RSA 10  | GBR 5  | SPA 8   | ITA 6  | GER 3   | SMR 12 | USA 10 | EUR 12  | AUT Ret | NED 9  | GER 15 | 73   | 10.º |
| 2000 | Honda | AUS Ret | JPN 17 | GBR Ret | ITA 19 | GER Ret | SMR 13 | SPA 12 | EUR Ret | NED 12  | GER 14 | GBR 21 | 13   | 25.º |